# Askepot (film fra 1947)
 For alternative betydninger, se Askepot (flertydig). (Se også artikler, som begynder med Askepot)
Askepot (russisk: Зо́лушка) er en sovjetisk film fra 1947 instrueret af Nadesjda Kosjeverova og Mikhail Sjapiro.

## Medvirkende
- Janina Zjejmo
- Aleksej Konsovskij
- Erast Garin
- Faina Ranevskaja
- Jelena Yunger som Anna